# Spezia Foot Ball Club 1924-1925
Questa pagina raccoglie i dati riguardanti lo Spezia Football Club nelle competizioni ufficiali della stagione 1924-1925.

## Stagione
Nella stagione 1924-1925 lo Spezia ad agosto riesce a mantenere il titolo della Prima Divisione, vincendo il mini torneo di qualificazione con Novara, Sestrese e Olympia Fiume, così può disputare il girone A del campionato di Lega Nord di Prima Divisione, la massima serie a tornei regionali. Il tecnico magiaro Jozsef Violak, dopo aver compiuto il miracolo se ne va alla Juventus, sostituito da una Commissione tecnica interna. Una crisi finanziaria infatti attanaglia lo Spezia, indebolito dalle partenze di Paolo Amadesi e Nicolino Latella che vanno al Torino, Giuseppe Rossetti vola in sudamerica a giocare nel campionato cileno, mentre Attilio Maggiani appende le scarpe al chiodo. Con queste premesse le speranze di salvezza degli aquilotti sono ridotte al lumicino. L'impegno non manca, ma i limiti enormi lo Spezia li evidenzia tutti. Fin dall'inizio che è in salita (0-3) con il Modena al Picco, ma anche il resto è un vero e proprio calvario, solo quattro i successi in ventidue gare, tutti in casa con Brescia, Reggiana, Legnano e Torino. Gino Rossetti firma 10 reti, delle quali 7 in campionato e 3 nelle qualificazioni, e salva l'onore dell'attacco spezzino. Ma la retrocessione in Seconda Divisione è ormai dietro l'angolo, con i 12 punti ottenuti e l'ultimo posto in classifica. Lo scudetto lo vince per la prima volta il Bologna che ha vinto il girone B e superato nella doppia finale l'Alba Roma. Come detto retrocede in Seconda Divisione solo lo Spezia, mentre il Legnano che è giunto penultimo in classifica con 15 punti, viene ammesso alle qualificazioni per mantenere la Prima Divisione.

## Rosa
| N. |                     | Ruolo | Calciatore        |
| -- | ------------------- | ----- | ----------------- |
|    | Italia (bandiera)   | C     | Antonio Alberti   |
|    | Italia (bandiera)   | P     | Renato Bartolozzi |
|    | Italia (bandiera)   | D     | Francesco Caiti   |
|    | Italia (bandiera)   | A     | Mario Calzolari   |
|    | Italia (bandiera)   | A     | Mario Cometto     |
|    | Italia (bandiera)   | A     | Giovanni Gallotti |
|    | Italia (bandiera)   | A     | Amedeo Ghidoni    |
|    | Italia (bandiera)   | C     | Giovannelli       |
|    | Ungheria (bandiera) | A     | József Kautzky    |
|    | Italia (bandiera)   | D     | Giovanni Meoni    |
|    | Italia (bandiera)   | A     | Antonio Pagano    |

| N. |                   | Ruolo | Calciatore         |
| -- | ----------------- | ----- | ------------------ |
|    | Italia (bandiera) | D     | Pagni              |
|    | Italia (bandiera) | C     | Alberto Papini     |
|    | Italia (bandiera) | C     | Umberto Riccobaldi |
|    | Italia (bandiera) | A     | Silvio Romano      |
|    | Italia (bandiera) | A     | Gino Rossetti      |
|    | Italia (bandiera) | D     | Livio Semelli      |
|    | Italia (bandiera) | D     | Girolamo Solari    |
|    | Italia (bandiera) | D     | Davide Tieghi      |
|    | Italia (bandiera) | D     | Orlando Tognotti   |
|    | Italia (bandiera) | D     | Vaccarezza         |
|    | Italia (bandiera) | C     | Iraldo Venzano     |

## Risultati

### Torneo di qualificazione
| Arbitro: | Turbiani (Ferrara) |

|                              |           |  |
| Gallotti 10’ G. Rossetti 69’ | Marcatori |  |

| Arbitro: | Livraghi (Milano) |

|              |           |              |
| D'Aquino 44’ | Marcatori | 18’ Gallotti |

| Arbitro: | Fries (Chiasso) |

|                  |           |  |
| Venzano 18’, 65’ | Marcatori |  |

| Arbitro: | Olivari (Genova) |

|               |           |                          |
| Cimarosti 71’ | Marcatori | 30’ Venzano 62’ Gallotti |

| La Spezia 31 agosto 1924 5ª giornata | Spezia              | 0 – 0 | Novara | Stadio Alberto Picco\| Arbitro: \| Bistoletti (Milano) \| |
| Arbitro:                             | Bistoletti (Milano) |       |        |                                                           |

| Arbitro: | Brunetti (Torino) |

|              |           |                                |
| Sumberaz 78’ | Marcatori | 5’, 13’ G. Rossetti 67’ Pagano |

### Prima Divisione - Lega Nord - girone A

#### Girone di andata
| Arbitro: | Trezzi (Milano) |

|  |           |                                 |
|  | Marcatori | 44’, 55’ Winkler 80’ Tichovszky |

| Arbitro: | Armano (Torino) |

|                                                         |           |                              |
| L. Cevenini 9’ Aliatis 10’, 64’ Bussich 57’ Defendi 81’ | Marcatori | 50’ Gallotti 82’ G. Rossetti |

| Arbitro: | Turriti (Firenze) |

|                        |           |  |
| O. Tognotti 42’ (rig.) | Marcatori |  |

| Arbitro: | Guiot (Milano) |

|                                                       |           |                             |
| Migliavacca 6’, 43’ Mattea 12’, 48’, 81’ F. Lamon 83’ | Marcatori | 4’, 45’ Cometto 76’ Ghidoni |

| Arbitro: | Squarza (Reggio Emilia) |

|              |           |                     |
| I. Rossi 65’ | Marcatori | 10’ (rig.) Tognotti |

| Arbitro: | Vota (Vercelli) |

|                         |           |            |
| Ghidoni 28’ Venzano 89’ | Marcatori | 35’ Romano |

| La Spezia 30 novembre 1924 7ª giornata | Spezia          | 0 – 0 | Cremonese | Stadio Alberto Picco\| Arbitro: \| Essinger (Pisa) \| |
| Arbitro:                               | Essinger (Pisa) |       |           |                                                       |

| Arbitro: | Rubinato (Trieste) |

|                        |           |  |
| Levratto 11’, 54’, 63’ | Marcatori |  |

| Arbitro: | Ortali (Bologna) |

|                     |           |  |
| Tognotti 25’ (rig.) | Marcatori |  |

| Arbitro: | P. Barlassina (Novara) |

|  |           |                   |
|  | Marcatori | 59’ (rig.) Sbrana |

| Arbitro: | R. Barlassina (Novara) |

|                                 |           |                             |
| Alberti 19’, 60’ Santamaria 34’ | Marcatori | 20’ Cometto 85’ G. Rossetti |

#### Girone di ritorno
| Arbitro: | Salvagno (Venezia) |

|                         |           |  |
| Winkler 44’, 62’ (rig.) | Marcatori |  |

| Arbitro: | Turbiani (Ferrara) |

|  |           |                 |
|  | Marcatori | 37’ L. Cevenini |

| Arbitro: | Enrietti (Torino) |

|                                                     |           |                      |
| Bissolotti 41’ (rig.) B. Frisoni 47’, 66’ Rizzi 86’ | Marcatori | 30’, 78’ G. Rossetti |

| Arbitro: | Ortali (Bologna) |

|                 |           |            |
| G. Rossetti 69’ | Marcatori | 50’ Blando |

| Arbitro: | Montessoro (Torino) |

|              |           |  |
| Gallotti 77’ | Marcatori |  |

| Arbitro: | Bonello (Venezia) |

|                        |           |  |
| Powolny 50’ Romano 78’ | Marcatori |  |

| Arbitro: | Sani (Ferrara) |

|                                                                            |           |  |
| E. Bodini 25’ Bonzio 54’ Albertoni 66’, 69’ Tansini 77’ Semelli 83’ (aut.) | Marcatori |  |

| Arbitro: | Minoli (Torino) |

|                |           |              |
| G. Rossetti 6’ | Marcatori | 49’ G. Carra |

| Arbitro: | Bistoletti (Milano) |

|                           |           |                        |
| D. Martin 19’ Amadesi 30’ | Marcatori | 52’ (rig.) G. Rossetti |

| Arbitro: | Dani (Ferrara) |

|                                                    |           |                  |
| Sbrana 52’ (rig.) Giuntoli 81’ Tognotti 86’ (aut.) | Marcatori | 24’, 36’ Semelli |

| Arbitro: | Minoli (Torino) |

|  |           |                |
|  | Marcatori | 42’ Santamaria |